# Teatro del Pueblo (Oslo)
El Teatro del Pueblo (en noruego: Folketeatret) es un teatro en Oslo, Noruega. El edificio ha existido más tiempo que el teatro, y ha sido utilizado como una Sala de cine y ópera. 
El teatro en sí ha operado desde 1952-1959, pero la institución tiene una historia mucho más larga. Inspirado por la Freie Deutsche Volksbühne de Berlín dio lugar a la formación de organizaciones de interés en Bergen y Oslo, en 1928 y 1929. La idea era establecer un buen teatro para la clase obrera. El edificio Folketeatret en Oslo fue comisionado en 1929, y los arquitectos cristiana Morgenstierne y Arne Eide trabajaron en el hasta que se abrió en 1935.